# Namikupa
Namikupa ist ein Verwaltungsbezirk (englisch Ward) des Distrikts Tandahimba in der tansanischen Region Mtwara.

## Geografie
Namikupa liegt im Südosten von Tansania etwa fünf Kilometer Luftlinie südlich der Distrikthauptstadt Tandahimba. Der Bezirk grenzt im Norden an Malopokelo und Tandahimba, im Osten an Kitama 1, im Südosten an Maputa, im Süden an Maundo und im Westen an Kwanyama. Bei der Volkszählung 2022 lebten 9983 Menschen in 3107 Haushalten auf einer Fläche von 38 Quadratkilometern.

## Gliederung
Der Bezirk besteht aus sechs Gemeinden (Mtaa) mit 22 Orten (Kitongoji):
| Namikupa - Zambia - Miembeni - Mnazi Mmoja | Ching'ati - Kitumbini - Tandika | Pemba - Chakechake - Majengo - Hospitali - Mayungeyunge | Milidu - Chikunda - Mabatini - Dodoma - Jangwani - Chihindwi | Chihangi - Chimbuko - Kuchele - Bwawani - Majengo - Uhuru | Ilala - Ilala - Juhudi - Uhuru |

## Infrastruktur
- Bildung: Die Namikupa Secondary School ist eine staatliche weiterführende Schule mit einer Ausbildung bis zur 4. Stufe.[8]
- Gesundheit: Im Bezirk gibt es eine staatliche Apotheke.[9]